# Tęcza (film 1975)
Tęcza (ros. Радуга) – radziecki krótkometrażowy film animowany z 1975 roku w reżyserii Władimira Popowa. Opowieść o dwóch chłopcach, których zaprzyjaźniła tęcza. Scenariusz napisał Garri Bardin.

## Animatorzy
Elwira Masłowa, Oleg Komarow, Natalija Bogomołowa, Dmitrij Anpiłow

## Fabuła
Film animowany przedstawia historię dwojga chłopców, którzy w piękny, słoneczny dzień postanowili wybrać się na ryby. Spotykają się na tęczy, gdzie razem łowią ryby i śpiewają zabawne piosenki. W pewnej chwili pojawia się zła czarna chmura, która postanawia wszystko zniszczyć. Przecina kolorową tęczę, symbolizującą więź łączącą chłopców.

## Nagrody na festiwalach
- 1976: Nagroda na XI Międzynarodowym Festiwalu Filmów Dziecięcych i Młodzieżowych w Teheranie (Iran)[4][5]